# 428. pehotni polk (Wehrmacht)
428. pehotni polk (izvirno nemško Infanterie-Regiment 428) je bil eden izmed pehotnih polkov v sestavi redne nemške kopenske vojske med drugo svetovno vojno.

## Zgodovina
Polk je bil ustanovljen 25. oktobra 1940 kot polk 11. vala na področju Hanaua z reorganizacijo delov 116. in 471. pehotnega polka; polk je bil dodeljen 129. pehotni diviziji.
20. februarja 1942 je bil I. bataljon uničen; kot nadomestilo je bila ustanovljena 15. (kolesarska) četa.
15. oktobra 1942 je bil polk preimenovan v 428. grenadirski polk.